# Park Montsouris

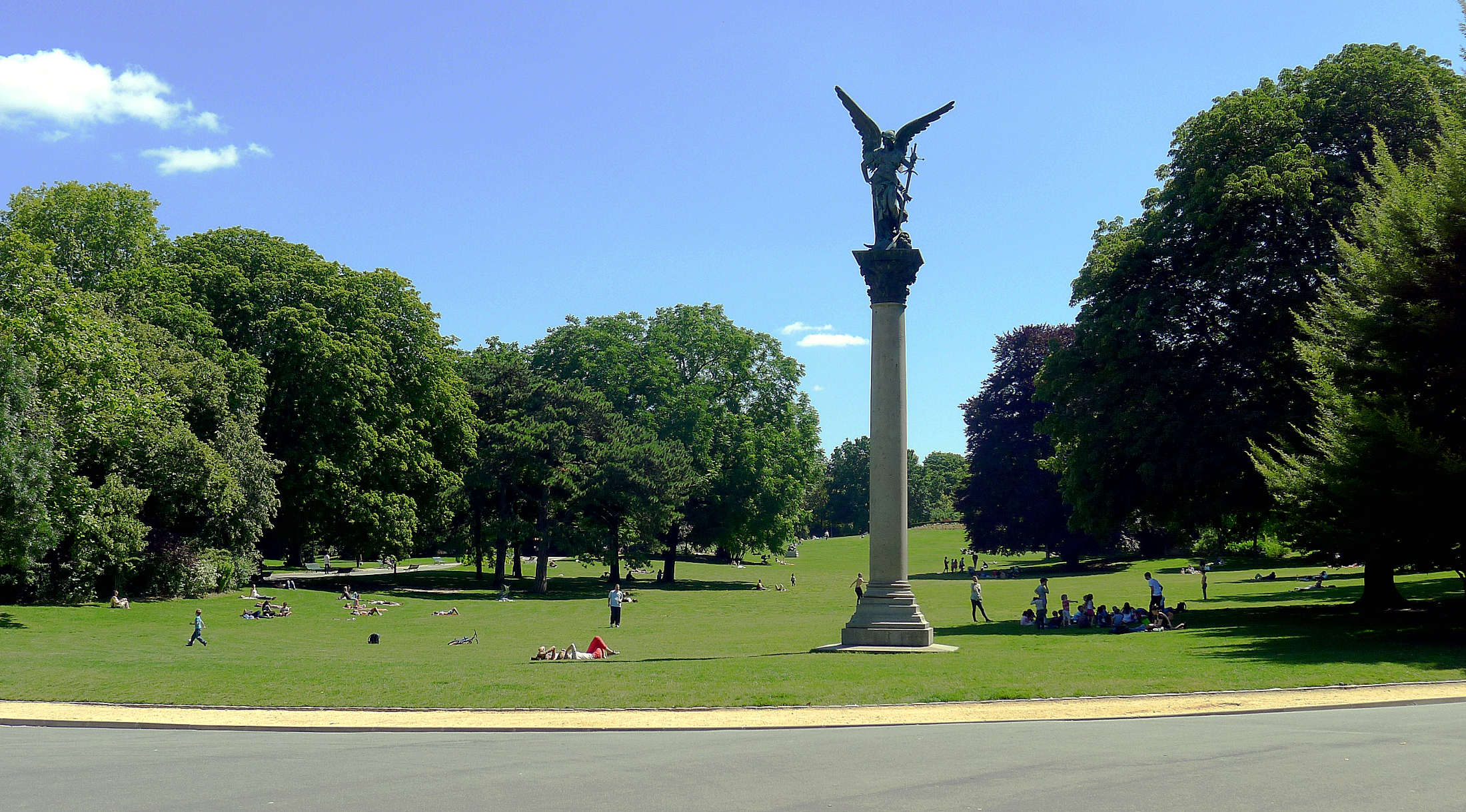
Park Montsouris

Park Montsouris – park publiczny w 14. dzielnicy Paryża, o powierzchni 15 hektarów. Największy teren zielony i popularne miejsce wypoczynku południowej części miasta, zarządzany przez Miasto Paryż.

## Historia
Podczas wielkiej przebudowy Paryża kierowanej przez Georges’a Hausmanna, zaplanowano cztery główne parki w mieście: Lasek Buloński na zachodzie, Lasek Vincennes na wschodzie, Wzgórza Chaumont na północy i Park Montsouris na południu. Realizację Montsouris powierzono Jean-Charles'owi Alphandowi i rozpoczęto w 1867 roku. Wybrano teren nienadający się do zabudowy, położony nad podziemnymi kamieniołomami i katakumbami (istniejącymi do dziś), które stwarzały problemy podczas prac (np. woda ze świeżo wykonanego sztucznego jeziora jednej nocy przelała się do podziemi i rankiem było suche). Uroczyste otwarcie parku miało miejsce w 1869, roboty kontynuowano jeszcze do 1878.

Parc Montsouris